# Komorerna i olympiska sommarspelen 2024
Komorerna deltog med en trupp på fyra idrottare vid de olympiska sommarspelen 2024 i Paris som hölls mellan den 24 juli och 11 augusti 2024. Det var åttonde sommar-OS som Komorerna deltog vid. Ingen av landets deltagare erövrade någon medalj.

## Friidrott
Förkortningar
- Notera– Placeringar avser endast det specifika heatet.
- Q = Tog sig vidare till nästa omgång
- q = Tog sig vidare till nästa omgång som den snabbaste förloraren eller, i teknikgrenarna, genom placering utan att nå kvalgränsen
- i.u. = Omgången fanns inte i grenen
- Bye = Idrottaren behövde inte tävla i omgången

Gång- och löpgrenar
| Idrottare        | Gren            | Inledande omgång | Inledande omgång | Heat  | Heat      | Semifinal        | Semifinal        | Final            | Final            |
| Idrottare        | Gren            | Tid              | Placering        | Tid   | Placering | Tid              | Placering        | Tid              | Placering        |
| ---------------- | --------------- | ---------------- | ---------------- | ----- | --------- | ---------------- | ---------------- | ---------------- | ---------------- |
| Hachim Maaroufou | Herrarnas 100 m | 10,44            | 3 q              | 10,52 | 9         | Gick inte vidare | Gick inte vidare | Gick inte vidare | Gick inte vidare |

## Kanotsport

### Slalom
| Idrottare  | Gren          | Kvalomgång | Kvalomgång | Kvalomgång | Kvalomgång | Kvalomgång | Kvalomgång | Semifinal        | Semifinal        | Final            | Final            |
| Idrottare  | Gren          | Åk 1       | Placering  | Åk 2       | Placering  | Bästa      | Placering  | Tid              | Placering        | Tid              | Placering        |
| ---------- | ------------- | ---------- | ---------- | ---------- | ---------- | ---------- | ---------- | ---------------- | ---------------- | ---------------- | ---------------- |
| Andy Barat | Herrarnas K-1 | 105,82     | 22         | 107,59     | 20         | 105,82     | 24         | Gick inte vidare | Gick inte vidare | Gick inte vidare | Gick inte vidare |

### Kajakcross
| Idrottare  | Gren           | Tempolopp | Tempolopp | Runda 1   | Återkval  | Heat             | Kvartsfinal      | Semifinal        | Final            | Total placering |
| Idrottare  | Gren           | Tid       | Placering | Placering | Placering | Placering        | Placering        | Placering        | Placering        | Total placering |
| ---------- | -------------- | --------- | --------- | --------- | --------- | ---------------- | ---------------- | ---------------- | ---------------- | --------------- |
| Andy Barat | Herrarnas KX-1 | 76,95     | 30        | 3 R       | 4         | Gick inte vidare | Gick inte vidare | Gick inte vidare | Gick inte vidare | 38              |

## Simning
| Idrottare     | Gren                   | Heat    | Heat      | Semifinal        | Semifinal        | Final            | Final            |
| Idrottare     | Gren                   | Tid     | Placering | Tid              | Placering        | Tid              | Placering        |
| ------------- | ---------------------- | ------- | --------- | ---------------- | ---------------- | ---------------- | ---------------- |
| Hassane Hadji | Herrarnas 100 m frisim | 1.07,21 | 79        | Gick inte vidare | Gick inte vidare | Gick inte vidare | Gick inte vidare |
| Maesha Saadi  | Damernas 50 m frisim   | 29,60   | 57        | Gick inte vidare | Gick inte vidare | Gick inte vidare | Gick inte vidare |